# Aristides Ocante da Silva
Aristides Ocante da Silva (23 de Dezembro de 1966) é um biólogo e político guineense , membro fundador do Movimento para Alternância Democrática.

## Biografia
Licenciado em Biologia de Organismos e Mestrado em Biologia de Populações e Ecossistemas, menção Ambiente do mesmo, pela Universidade de Paul Sabatier (UPS), Toulouse III, França. Foi ministro cinco  vezes: De 2005 a 2011 exerceu o cargo de Ministro dos Recursos Naturais, encarregue do Ambiente, Ministro da Educação Nacional, da Ciência e Cultura e Ministro da Defesa Nacional. Exerceu a função do ministro do Estado da Presidência, do Conselho de Ministros e dos Assuntos Parlamentares no executivo de Baciro Djá e ministro dos Combatentes da Liberdade da Pátria no governo de Sissoco Embaló, tendo ocupado a mesma função no governo de Aristides Gomes. É vice coordeenador do MADEM G-15. 